# Eddie Hodges

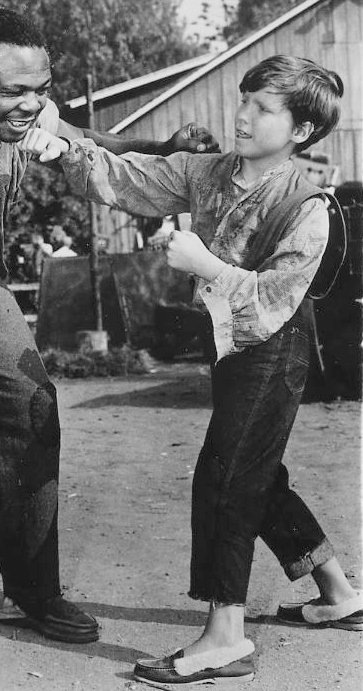
Eddie Hodges, 1960

Eddie Hodges (* 5. März 1947 in Hattiesburg, Mississippi) ist ein US-amerikanischer ehemaliger Sänger und Schauspieler.

## Leben
Eddie Hodges startete bereits ab 1953 in New York seine Karriere. Zunächst trat er in Fernsehshows wie zum Beispiel der Jackie Gleason Show auf. Nachdem er in der Rateshow Name that tune 25.000 US-Dollar gewonnen hatte, war seine Popularität erheblich gewachsen, und er erhielt 1959 die Rolle des Sohnes von Frank Sinatra in dem Film Eine Nummer zu groß. Es folgten eine Reihe von Filmrollen, beispielsweise als Huckleberry Finn in Michael Curtiz’ Literaturverfilmung Abenteuer am Mississippi (1960) sowie als Sohn von Henry Fonda in Sturm über Washington (1962).
Hodges galt für einige Jahre als Teenager-Idol, was auch die Plattenindustrie erkannte. In den Jahren 1961 bis 1965 konnte Hodges mehrere Hits sowohl in den US- als auch in den UK-Charts landen. Sein wohl erfolgreichster Song war I'm Gonna Knock on Your Door von 1961, der bis auf Platz 11 der Billboard Hot 100 kam. Bereits Mitte der 1960er-Jahre schwand seine Popularität wieder.
Ende der 1960er-Jahre diente Hodges als Soldat im Vietnamkrieg. Anschließend kehrte er nicht nach Hollywood zurück, sondern studierte Psychologie an der University of Southern Mississippi. In diesem Berufsfeld arbeitete er bis zu seinem Ruhestand vor einigen Jahren. Er ist geschieden und Vater von zwei Kindern.

## Diskografie

### Singles
| Jahr | Titel Album                        | Höchstplatzierung, Gesamtwochen, AuszeichnungChartplatzierungen (Jahr, Titel, Album, Platzierungen, Wochen, Auszeichnungen, Anmerkungen) | Höchstplatzierung, Gesamtwochen, AuszeichnungChartplatzierungen (Jahr, Titel, Album, Platzierungen, Wochen, Auszeichnungen, Anmerkungen) | Anmerkungen |
| Jahr | Titel Album                        | UK | US | Anmerkungen |
| ---- | ---------------------------------- | --- | --- | ----------- |
| 1961 | I’m Gonna Knock On Your Door       | UK37 (6 Wo.)UK | US12 (13 Wo.)US |             |
| 1962 | Bandit Of My Dreams                | — | US65 (6 Wo.)US |             |
| 1962 | (Girls, Girls, Girls) Made To Love | UK37 (4 Wo.)UK | US14 (11 Wo.)US |             |
| 1965 | New Orleans                        | — | US44 (9 Wo.)US |             |

## Filmografie (Auswahl)
- 1959: Eine Nummer zu groß (A Hole in the Head)
- 1960: Abenteuer am Mississippi (The Adventures of Huckleberry Finn)
- 1962: Sturm über Washington (Advise and Consent)
- 1963: Summer Magic
- 1965: Bonanza (Fernsehserie, Folge A Natural Wizard)
- 1967: Der glücklichste Millionär (The Happiest Millionaire)
- 1967: C’mon, Let’s Live a Little
- 1968: Liebling, laß das Lügen (Live a Little, Love a Little)
- 1969: Lieber Onkel Bill (Family Affair; Fernsehserie, 1 Folge)